# 비밀과 거짓말 (미국의 드라마)
《비밀과 거짓말》(영어: Secrets and Lies)는 2015년 3월 1일부터 2016년 12월 4일까지 방영된 미국 드라마이다. 오스트레일리아의 동명의 드라마를 원작으로 한다.

## 캐스트
시즌 1
- 라이언 필리피 : 벤 크로포드
- 줄리엣 루이스 : 안드레아 코넬
- 케이디 스트리클랜드 : 크리스티 크로포드
- 내털리 마르티네스 : 제스 머피
- 댄 포글러 : 데이브 린지
- 인디애나 에번스 : 나탈리 크로포드
- 벨 샤우스 : 애비 크로포드

시즌 2
- 마이클 일리 : 에릭 워너
- 줄리엣 루이스 : 안드레아 코넬
- 조더나 브루스터 : 케이트 워너
- 메키아 콕스 : 아만다 워너
- 케니 존슨 : 대니
- 테리 오퀸 : 존 워너